# Gakona-Gletscher
Der Gakona-Gletscher ist ein Talgletscher in der nördlichen Alaskakette in Alaska (USA). 
Der Gakona-Gletscher hat sein Nährgebiet an der Südflanke der Alaskakette. Am Fuße des Mount Gakona vereinigen sich ein von Westen, von Norden und von Osten kommender Quellgletscher zum Gakona-Gletscher. Dieser strömt in südlicher Richtung und endet nach 13,7 km auf einer Höhe von ungefähr 1100 m. Der maximal 3,9 km breite Gletscher speist den Gakona River, einen rechten Nebenfluss des Copper River. Die Gletscherzunge des Gakona-Gletschers befindet sich 19 km nordöstlich von Paxson. Der Gakona-Gletscher ist im Rückzug begriffen.